# 71-TK

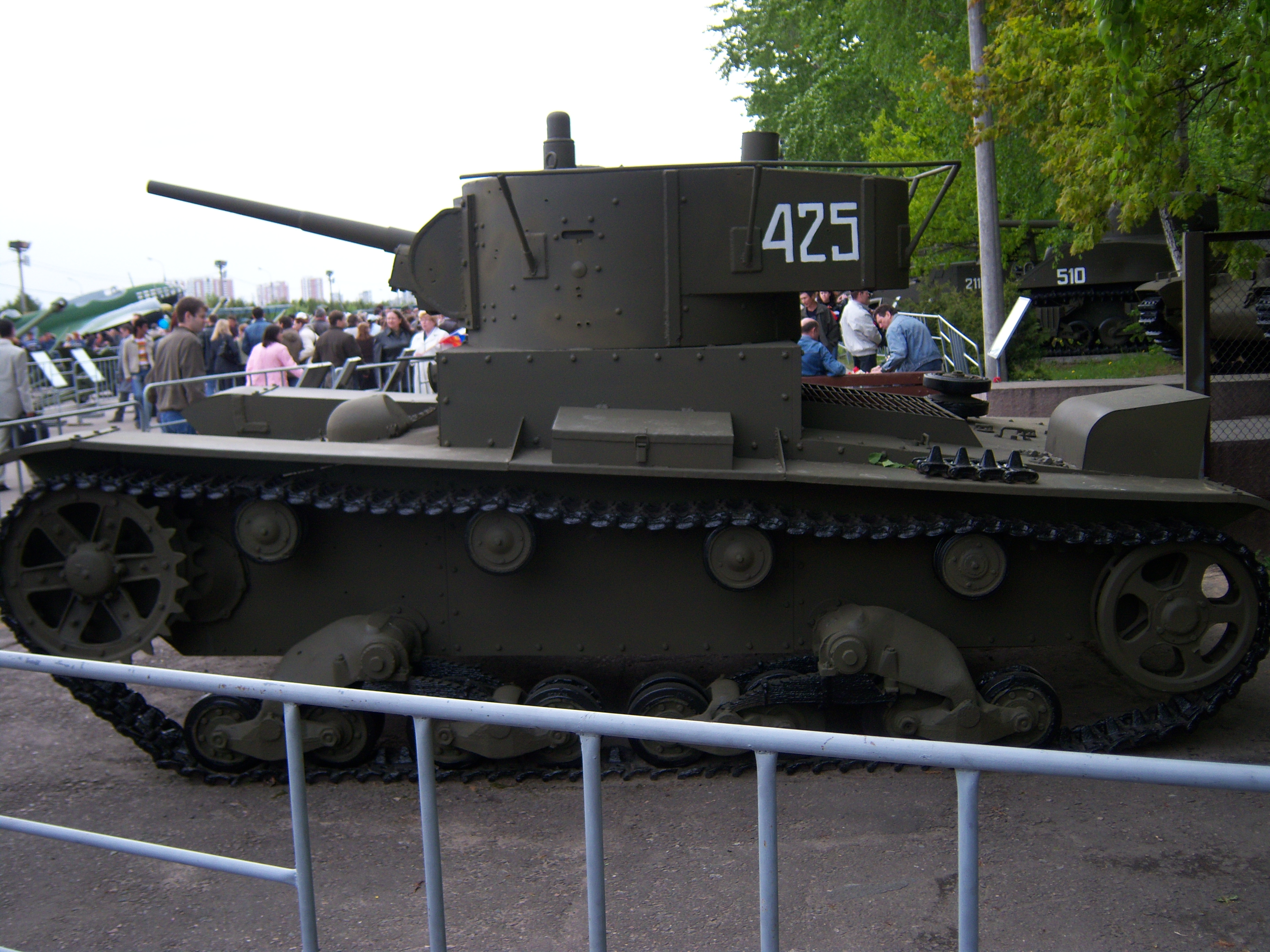
Tanque T-26 con antena de pasamanos de la estación de radio 71-TK-1 alrededor de la torre

La radio 71-TK fueron las estaciones de radio de onda corta usadas por la mayor parte de los tanques soviéticos, que estuvieron en servicio a partir de 1933. Se utilizaron en la mayoría de los tanques soviéticos de todas las clases de producción hasta 1941, así como en todo tipo de automóviles blindados, trenes blindados y otros vehículos blindados.

## Historia
La radio 71-TK: fue la primera estación de radio específicamente diseñada para equipar los tanques soviéticos. Fue creado en el marco del «Segundo Sistema de Radio Armamento de las Tropas de Señales del Ejército Rojo» aprobado en 1931. El receptor 71-TK es uno de los primeros receptores de tipo superheterodino producidos en serie por la industria bélica de la URSS.
La estación 71-TK fue desarrollada en 1932 en el Instituto de Investigación de Comunicaciones del Ejército Rojo por un grupo liderado por los ingenieros I.G. Klyatskin (transmisor), Antsselnovich (receptor), F.I Belov (producto en su conjunto). En 1933, comenzó la producción en serie de la variante 71-TK-1 ("Shakal") en la planta N.º 203 en Moscú (la planta Ordzhonikidze). E.R. Galperin fue el diseñador jefe de 71-TK de todas las modificaciones en la Planta N.º 203. Paralelamente, se desarrolló y probó una estación 72-TK más potente, pero de acuerdo con los resultados de la operación de prueba, resultó que no tenía ventajas significativas sobre la 71-TK-1 y se redujo el trabajo en ella

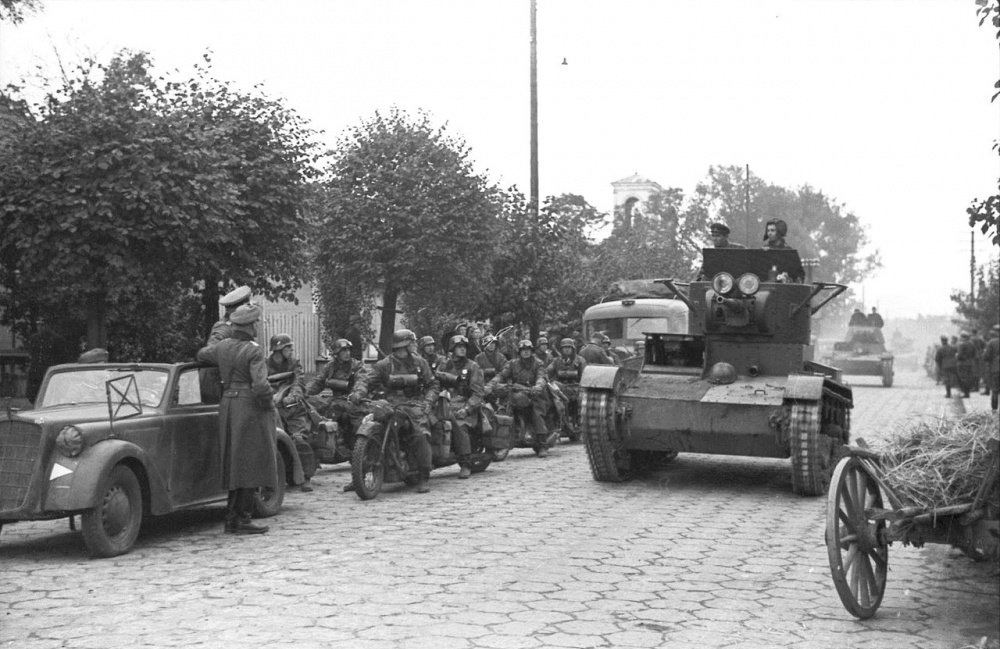
Tanque T-26 con la típica antena en forma de pasamanos alrededor de la torreta de la estación de radio 71-TK-1

Al comienzo de la Segunda Guerra Mundial, la industria soviética producía hasta 400 estaciones de radio 71-TK cada mes. En la segunda mitad de la década de 1930, se creía que para una dirección óptima de las unidades de tanques en marcha y en combate, era aconsejable y suficiente tener estaciones de radio no en todos, sino solo en los tanques del comandante, comenzando con un pelotón de tanques. Entonces, de acuerdo con el decreto del Comité de Defensa del Consejo de Comisarios del Pueblo de la URSS del 14 de abril de 1933, las estaciones de radio 71-TK debían ser equipadas en la planta de fabricación de tanques cada quinto y decimosexto tanques BT-5 (y cada cincuenta - con una estación 72-TK) Para el cuartel general de las formaciones de tanques (cuerpos, brigadas), se diseñó una estación de radio móvil RSMK. A principios de la década de 1940. la proporción de tanques equipados con radio en las tropas blindadas se hizo mucho mayor; así los tanques pesados T-35 y KV-1/2 tenían una estación de radio cada uno.
En las fotografías de esos años, los tanques del comandante se distinguen claramente de los demás por una antena de radio que rodea la torreta del tanque en forma de asa desde los lados hacia atrás, esto representaba una enorme desventaja puesto que resultaba meridianamente claro al enemigo cuales eran los tanques de mando y podía enfocar el fuego antitanque sobre ellos.
En los primeros días de la guerra, la planta N.º 203 de Moscú, dejó de producir radios 71-TK y se cambió a otros productos más necesarios para el esfuerzo de guerra.

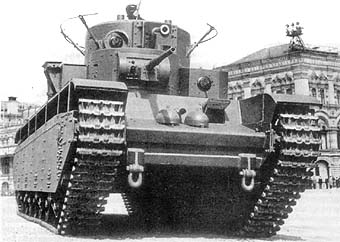
Tanque T-35 con la antena en forma de pasamanos de la estación de radio 71-TK-1 alrededor de la torreta

Las tropas en combate encontraron muchas deficiencias sobre el funcionamiento de las distintas variantes de las estaciones de radio 71-TK. Se observó que el equipo era muy voluminoso y ocupaba mucho espacio en el compartimento de combate, por lo que se tuvo que reducir la cantidad de munición de los tanques equipados con radio; el control del receptor y el transmisor era demasiado complicado; la estación no estaba suficientemente protegida contra los temblores y la humedad; las interferencias eléctricas y acústicas hacían que la comunicación en movimiento fuera casi imposible; el alcance de comunicación real era mucho menor que el teórico; el transmisor se recalentaba y requería frecuentes interrupciones de funcionamiento. Estas deficiencias no se corrigieron por completo en ninguna modificación de la estación de radio.
Las estaciones de radio capturadas por la Wehrmacht recibieron los índices: Funkgerät 344 (r) - russ 71-TK, Funkgerät 345 (r) - russ 71-TK-1 y Funkgerät 347 (r) - russ 71-TK-3.
A partir de 1941, fueron reemplazados sistemáticamente por modelos de radio más avanzadas como los modelos 9-R y 10-R (KRSTB). 

## Especificaciones

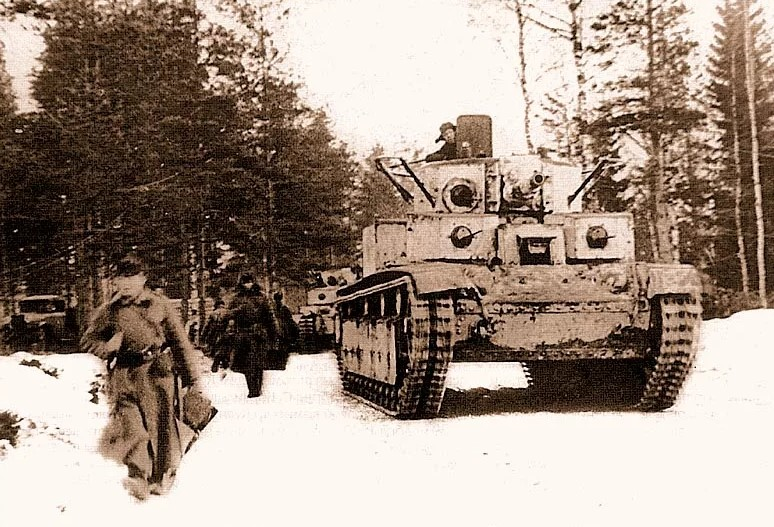
Tanque T-28 equipado con la estación de radio 71-TK-1

El conjunto de la estación de radio 71-TK-1 constaba de un transmisor y un receptor ambos con absorción de impactos, un umformer RM-2 en un paquete, dos pilas secas de 160 V cada una, una pila alcalina, un interruptor principal, cajas para lámparas de repuesto y propiedad de repuesto, y dispositivos de antena. El peso total de la estación de radio sin antena es de 80 kg.

## Variantes

### 71-TK
El prototipo, no se fabricó en serie.

### 71-TK-1
La primera versión fabricada en serie, producida desde 1933. Instalada en tanques T-26, T-28, T-35, T-37, BT-5, BT-7, vehículos blindados BA-3, BA-10, BA-20, y en trenes blindados.
- La potencia del transmisor a la antena es de 5 a 8 W. El rango de comunicación por teléfono, según el tipo de automóvil, de 10 a 30 km en marcha y hasta 40 km en estacionamiento con el motor parado.
- El transmisor funcionaba con una batería de arranque a través de un umformer, el receptor, desde dos baterías de ánodo seco con un voltaje de 80 V cada una y baterías alcalinas para alimentar lámparas incandescentes. El receptor funciona con un juego de baterías durante 15-20 horas. El transmisor permite un funcionamiento continuo durante 30 minutos, después de lo cual se requiere una pausa de 20-30 minutos para que se enfriara.[7]
- El transmisor 71-TK-1 constaba de un generador maestro, un amplificador de potencia y un modulador. Todas las carcasas se construyeron con lámparas de radio CC-36, más tarde rebautizadas como GK-20. El triodo UB-110 se utilizó como rectificador en el circuito indicador de potencia de salida. El transmisor permitió la estabilización de la frecuencia de cuarzo.
- Manipulación telegráfica: en la cuadrícula del amplificador de potencia, modulación anódica.[7]
- El conjunto de la estación de radio 71-TK-1 incluía una tecla de telégrafo del tipo Avio, dos tipos de micrófonos: un tipo diferencial de Safar y un tipo de control con una cubierta antirruido, así como auriculares tipo Avio con juntas de goma. Sin embargo, el problema de la interferencia acústica (ruido), especialmente cuando se trabajaba con el teléfono, era muy grave. Para combatir el ruido, la radio incluso incluyó un casco especial, que, sin embargo, no fue muy utilizado.[nota 1]
- El receptor de la estación de radio 71-TK-1, hecho en forma de una unidad separada, era un superheterodino de 7 tubos (IF aproximadamente 150 kHz), hecho de lámparas incandescentes directas SB-112 (3 uds.) Y UB- 110. El receptor tenía su propio marco acolchado.[7]

Un rasgo característico del 71-TK-1: en tanques y vehículos blindados se utilizó una combinación de antena de pasador y pasamanos. Este último era un medio anillo hecho de tubería de metal, fijado alrededor de la torre sobre soportes aislantes (en los tanques T-37RT, la antena estaba montada en estantes en las orugas). Al final resultó que, en combate, tal antena desenmascara los vehículos del comandante controlado por radio, y el enemigo puede enfocar el fuego antitanque sobre ellos. En el transcurso de nuevas actualizaciones, la antena de la barandilla se abandonó en favor de la antena de clavija.

### 71-TK-2
Modelo mejorado de 1935 con una gama ligeramente aumentada. Se usó en los mismos tanques que la primera modificación, así como en el KV-1 y en el IS-1.

### 71-TK-3
Modelo de 1939. Se instaló en vehículos blindados BT-5, BT-7, T-40, T-60, y en los modelos iniciales del T-34, KV-1, KV-2, y del BA-11. Se diferenciaba en la base del elemento mejorada (en particular, los condensadores de mica utilizados por prensado de plástico en lugar de los abiertos).
- Ocupación: telégrafo (modulación de amplitud) y teléfono (modulación de amplitud)
- Rango de frecuencia: entre 4.0 y 5,625 MHz
- Rango de comunicación:
  - por teléfono en movimiento del tanque - hasta 15 km, con el tanque parado - hasta 30 km;
  - por telégrafo en estacionamiento - hasta 50 km.
- El receptor es un superheterodino de siete tubos con una conversión de frecuencia. La frecuencia intermedia es de unos 150 kHz.
- Sensibilidad del receptor: no peor que 15 µV.
- El transmisor es de dos etapas, puede operar con sintonización de frecuencia continua y en frecuencias fijas con estabilización de cuarzo.
- La potencia del transmisor en la antena en el modo telégrafo es de entre 3 y 5 W
- Antena - látigo, plegable, 4 m de altura.
- El peso del conjunto es de unos 60 kg.
- Fuentes de energía:
  - A una tensión de red de a bordo de 12 V, los circuitos de ánodo del receptor y el transmisor se alimentan desde la red de a bordo a través de umformers, el receptor se ilumina - de la batería 4NKN-10, el transmisor se ilumina - desde la red de a bordo;
  - Para vehículos blindados con un voltaje a bordo de 6 V, se produjo una versión de batería. Los circuitos del ánodo del receptor estaban alimentados por dos baterías BAS-80, el transmisor a través de un umformer de una batería de arranque y uno adicional conectado en serie.

## Usuarios
- Unión Soviética
- Alemania nazi, unidades capturadas